# Brick Lane

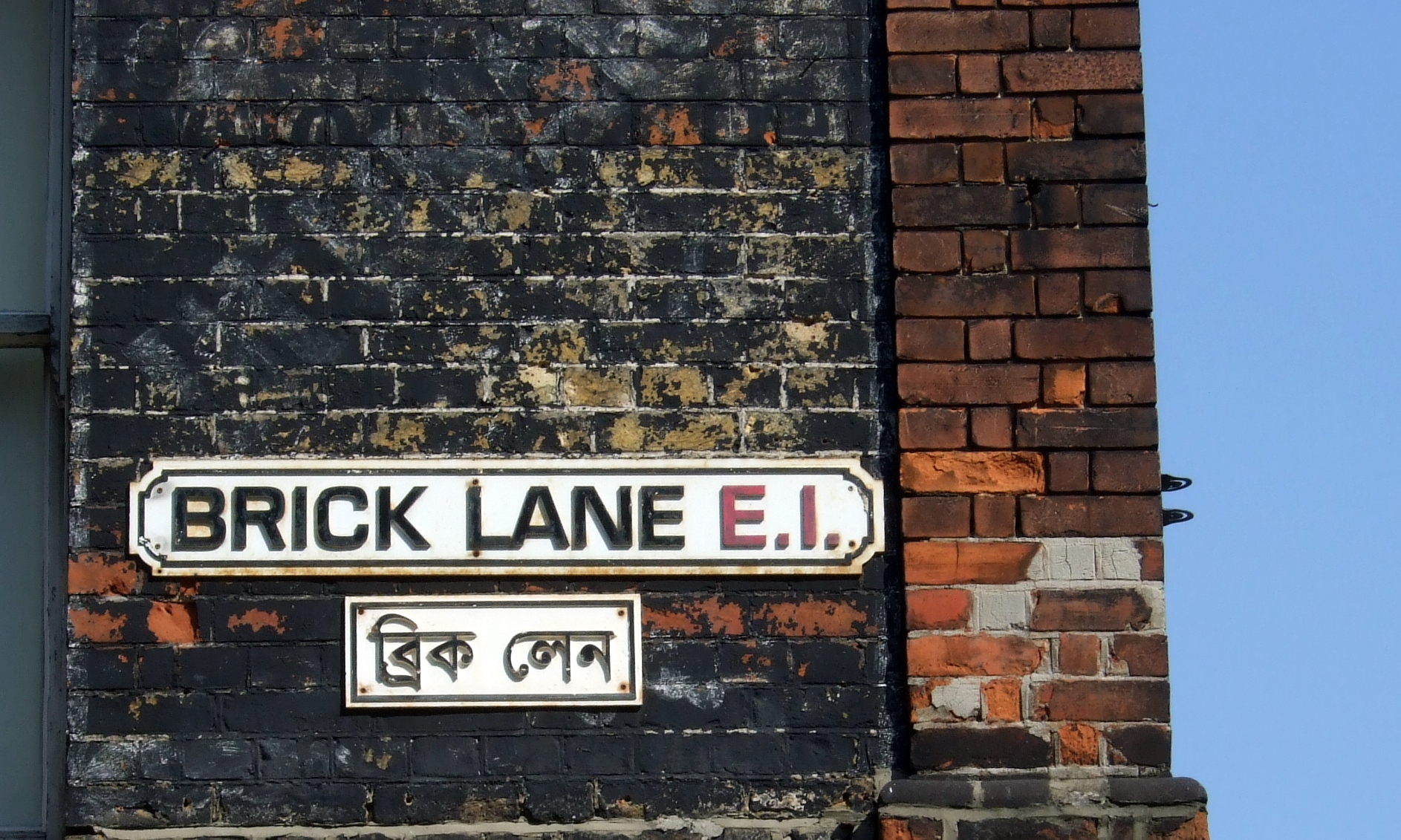
Il cartello stradale di Brick Lane in inglese e bengalese

Brick Lane è una celebre strada dell'East End Londinese, lunga circa 1 km, nel quartiere Tower Hamlets. Collega da sud verso nord Whitechapel High Road a Bethnal Green Road, e attraversando Spitalfields traccia un colorito e vivido solco in una zona prettamente residenziale. Nel gergo di Londra, l'area di Brick Lane, data l'altissima concentrazione di immigrati sud-asiatici specie in passato, è conosciuta anche con il nome di "Bangla Town".

## Storia
L'East End è una zona di Londra legata ad un rapido sviluppo urbanistico dopo la seconda guerra mondiale: i numerosi palazzi popolari costruiti, la vicinanza alla zona portuale dei docks e l'alto tasso di residenti immigrati ne hanno caratterizzato per anni la connotazione negativa.
Dagli anni novanta Brick Lane ha iniziato a svilupparsi come centro di cultura, grazie all'altissima concentrazione di ristoranti di cucina indiana, ma anche per la vicinanza della London Metropolitan University. Molti studenti hanno iniziato a vivere nell'area per la comodità e vicinanza al centro, che si è popolata di negozi, locali, bar tra i più famosi di tutta Londra.
La zona è anche un vivido centro artistico, con frequenti iniziative ed esposizioni (a volte proprio all'interno di bar e locali), numerosi atelier di moda (è a tutti gli effetti una zona dove molte tendenze nascono) e famose opere di street-art tra le quali spiccano alcuni lavori di Banksy, D*Face e Ben Eine.